# انتفاضة العراق 1999
الانتفاضة العراقية 1999 أو انتفاضة الصدر أو انتفاضة ساعة الصفر هي سلسلة من مظاهر القتال والاضطرابات التي أعقبت اغتيال المرجع الديني الشيعي السيد محمد الصدر في 19 فبراير 1999 من قبل نظام حزب البعث بزعامة صدام حسين، والتي قادها انصار الصدر ومقلدوه في مختلف محافظات العراق مستهدفين الاجهزة الأمنية والعسكرية التابعة للنظام وتنظيمات حزب البعث.
وأعلنت الحكومة العراقية في 15 مايو 1999، اعترافها بوجود اضطرابات مناهضة لها في جنوب العراق، والبصرة خصوصاً، فيما نفت الحكومة قيامها بقتل المتظاهرين على نطاق واسع، ولوحت بان من قام بهذه الانتفاضة كان بعض المتسللين من إيران (أحد الدول المعارضة لنظام صدام انذاك). ونفذت الحكومة العراقية حملة واسعة النطاق على المعارضين لها، وأعلنت عن إعدام أكثر من 500 معتقل في البصرة وحدها 

## خلفية
أصبح السيد محمد الصدر بعد نمو قوته واتساع مرجعيته لدى الشيعة في العراق أكثر انخراطاً في السياسة حتى انه تحدى نظام صدام علناً واقام صلاة الجمعة التي كانت ممنوعة انذاك وكان الغالبية العظمى من انصاره متركزين في مدينة الصدر (مدينة صدام سابقاً) وهو أحد الاحياء الشيعية الفقيرة شرق العاصمة بغداد وكسب الصدر دعم كبير من السكان الشيعة في الجنوب كذلك من خلال وصوله إلى القرى والقبائل الشيعية الفقيرة حتى بات انصار الصدر قوة كبيرة في العراق مما ولد مخاوف كبيرة لدى السلطة الحاكمة الأمر الذي دفعها إلى توجيه تهديدات مباشرة إلى الصدر بقتله في حال لم ينصاع لاوامرها كما قامت وبشكل متكرر باعتقال وكلائه وائمة صلاة الجمعة التابعين له في المحافظات ونفذت احكاماً بالإعدام بحق عدد منهم حيث وفي تاريخ 27 تموز 1998 نفذت السلطات حكماً بالإعدام بحق الشيخ حسين السويعدي امام صلاة الجمعة في منطقة المعامل في بغداد بتهمة قتل عدد من عناصر حزب البعث واعتقلت الشيخ اوس الخفاجي امام صلاة الجمعة في مدينة الناصرية جنوب البلاد لفترة وجيزة بسبب رفضه املاءات حاولت قيادة حزب البعث في المحافظة فرضها تتعلق بالدعاء لصدام حسين وعدم التعرض للحكومة  ، في الجمعة الاخيرة له والتي حملت الرقم 45 ارتدى الصدر كعادته كفنه وارتقى منبر مسجد الكوفة في النجف واظهر التحدي للنظام واعلن انه سوف يبقى على الحق حتى لو كلفه حياته وفي وقت لاحق من مساء ذلك اليوم 19 فبراير 1999 حينما كان الصدر ونجليه عائداً بسيارته إلى منزله في الحنانة تعرض إلى كمين من قبل مجموعة من رجال النظام وقامو باطلاق النار عليهم وقتلوا ابنائه الاثنين مصطفى ومؤمل فيما اصيب بجروح بالغة توفي على اثرها في المستشفى بعد ساعة وحمل المراقبون الدوليين والسكان الشيعة في العراق النظام البعثي بضلوعه في عمليه قتل الصدر الا ان السلطة في محاولة لتبرئة نفسها قامت باعدام ثلاثة ادعوا قيامهم بقتله واعلنت السلطة ان لا يد لها في عملية القتل.

## الانتفاضة

### فبراير - شباط
بعد مقتل السيد محمد الصدر شهدت مدينة النجف انتشاراً امنياً كثيفاً في مختلف انحاءها وقامت قوات الأمن والحرس الجمهوري بفرض حظر للتجول ومنع دخول الوافدين إلى المحافظة كما حاولت الحكومة العراقية حجب نبأ وفاته وفرضت دفنه في مدينة النجف بعد ساعات تحت جنح الظلام وبحضور عدد قليل من طلبته ومنعت إقامة مراسم التشييع المعروفة كما انها مارست ضغوطاً على اسرة الصدر وطلبته ومقلديه وشنت حملات دهم واعتقال لاعداد كبيرة منهم وقامت باعدام أحد وكلاء الصدر وصادرت كتب واشرطة فيديو من خطبه 
صبيحة يوم 20 شباط 1999 تجمع عشرات الالاف من مقلدي الصدر وانصاره في جامع المحسن في مدينة الصدر(الثورة انذاك) وسط تضارب للاخبار حول مقتل الصدر أو اصابته إلا ان قوات الأمن التي استنفرت قواتها منذ الليل حاولت منع التجمع وارغام المصلين على المغادرة لينتهي الأمر بقيامها بفتح النار بشكل عشوائي عليهم ما ادى إلى مقتل 80 شخصاً منهم   ما ادى إلى تصاعد الغضب وهجوم انصار الصدر الغاضبين على عجلات دوريات الأمن مرددين هتافات مناوئة للنظام والثأر لدماء الصدر كما قامت مجاميع منهم بالاستيلاء على اسلحة وذخائر تعود لافراد الأمن الذين لاذوا بالفرار لتتحول الاحداث إلى اشتباكات مع القوات المنتشرة حول محيط المسجد  وامتد الاضطراب إلى اغلب انحاء المدينة حيث انتشرت قوات الحرس الجمهوري وفدائيو صدام معززة بمدرعات ودبابات ثقيلة لاخماد التظاهرات وكانت حصيلة المواجهات في المدينة مقتل أكثر من 100 شخصاً من انصار الصدر واصابة نحو 200 اخرين بجروح  واعتقال العشرات بينهم عدد من وكلاء الصدر في بغداد  فيما قتل نحو 17 من افراد قوات الأمن واصيب عشرات اخرين بجروح كما قام المتظاهرون باحراق ما لا يقل عن اثنين من العجلات العسكرية التابعة لقوات الأمن  في المساء أعلن التلفزيون الحكومي مقتل الصدر بشكل رسمي وقامت القوات العسكرية بتطويق مدينة الصدر بالكامل وشن حملات اعتقال طالت اتباع الصدر فيها، في الساعات التالية شهدت اغلب مدن جنوب العراق اضطرابات رغم التشديد والاستنفار الامني والعسكري لقوات النظام حيث اندلعت مواجهات في مدينة الناصرية اسفرت عن مقتل ما لايقل عن 5 أشخاص بعد قيام قوات الأمن بفتح النار على انصار الصدر الذين تجمعوا في أحد مساجد المدينة وهاجموا مبنى الحكومة المحلية   كما قام عدد من انصار الصدر بتنفيذ هجوم مسلح على أحد مقار حزب البعث في مدينة الرميثة يوم 21 شباط اسفر عن مقتل نحو 10 من عناصر الحزب 

### احداث ساعة الصفر
بدأ انصار الصدر بتنفيذ عمليات اغتيالات واسعة النطاق طالت عناصر وقيادات حزب البعث وفروعه في مدن ومحافظات وسط وجنوب العراق تركز اغلبها في مدينة الصدر واستخدم فيها السكاكين والاسلحة الخفيفة واسفرت في مجملها عن مقتل نحو 165 من عناصر الحزب بحسب إحدى وثائق أرشيف حزب البعث  كما احبط جهاز الاستخبارات محاولة اغتيال طالت مسؤول امني بعثي كبير داخل مدينة الصدر واشار تقرير حكومي ضمن تلك الوثائق إلى حاجة النظام للمراقبة المستمرة وابدى قلقه من الأعمال الانتقامية والهجمات المخطط لها في المستقبل ضد عناصر النظام وقياداته  وقد بدأ انصار الصدر باعداد العدة وجمع السلاح وتحديد موعد لانطلاق انتفاضة كبرى في عموم محافظات البلاد يتم من خلالها السيطرة على المدن الرئيسية واسقاط الحكومات المحلية للنظام فيها وقد عرفت فيما بعد بانتفاضة ساعة الصفر 

#### الكوت
في 14 اذار 1999 وبعد هجوم منظم استهدف مقار الاجهزة الأمنية والاستخبارية ومقرات حزب البعث ومؤسسات الحكومة سيطر انصار الصدر على مدينة الكوت مركز محافظة واسط الملاصقة للحدود العراقية الإيرانية وبقيت المدينة تحت سيطرتهم ليوم كامل منتظرين تعزيزات كان من المقرر ان تصلهم من عناصر المعارضة المتمثلة بقوات فيلق بدر التي تحركت من داخل إيران وتموضعت قرب حدود قضاء الحي الا ان تقدمهم توقف بسبب عدم صدور اوامر فاستطاعت قوات النظام استعادة السيطرة على المدينة ومطاردة قيادات الانتفاضة فيها واعتقال المئات من المشاركين فيها وهدم منازلهم كما تم إعدام السيد علي الصافي والشيخ رزاق كوكز وهما من طلبة الصدر ووكلائه في المدينة 

#### البصرة
حدثت أقوى أعمال العنف خلال الانتفاضة في يوم 17 مارس في البصرة  حين هاجم المسلحون الصدريون مباني حكومية ومقار استخبارية ومكاتب حزب البعث في المدينة  وتمكنوا من الاستيلاء على عدد كبير منها وسيطروا بشكل تدريجي وبعد مواجهات عنيفة على عدة مناطق في مدينة البصرة ابرزها (ابي الخصيب والحيانية والجمهورية والامن الداخلي والخمسة ميل وكرمة علي والقرنة وقضاء شط العرب)  واسفرت تلك المواجهات عن مقتل نحو 100 من عناصر فدائيو صدام والاجهزة الأمنية وتنظيمات حزب البعث في المحافظة  واستمرت طوال الليل واستخدم فيها مختلف انوع الاسلحة وصولاً إلى المدفعية الثقيلة  ، في صباح 18 مارس أعلن المنتفضون وقف إطلاق النار والانسحاب من شوارع المدينة وذلك على خلفية عدم تدخل تنظيمات المعارضة التي كان لها اتفاق مسبق معهم للدخول إلى المدينة ومساندة الانتفاضة  اوكل النظام إلى علي حسن المجيد مهمة انهاء الاضطراب في البصرة ومع وصوله إلى المدينة شنت الاجهزة الاستخبارية والامنية وتنظيمات حزب البعث حملة اعتقالات كبيرة طالت المئات في المحافظة  كما انها نفذت حملات إعدام ميداني بحق المعتقلين نفذها ذوي قيادات وعناصر حزب البعث المقتولين  بدأت في 25 اذار واستمرت حتى بدايات شهر ايار وكانت حصيلتها إعدام نحو 120 إلى 400 شخص مع عوائلهم من الأطفال والنساء   وهدم أكثر من 100 دار وغلق وتهديم حسينية الغدير التي كانت تقام فيها صلاة الجمعة في المحافظة  

#### ذي قار
في محافظة ذي قار هاجم المسلحون الصدريون في 17 مارس مقرات حزب البعث والاجهزة الأمنية والاستخبارية في المحافظة وتمكنوا من قتل نحو 18 من أعضاء وعناصر حزب البعث واجهزته الأمنية  وسيطر المسلحون على مشجب اسلحة في مديرية شرطة ذي قار وتمكنوا من السيطرة على عدد من مناطق مدينة الناصرية لنحو يومين إلا ان تعزيزات عسكرية وامنية للنظام استطاعت استعادة السيطرة على المحافظة وبدأت بملاحقة واعتقال عشرات المشاركين في الانتفاضة وتجريف وهدم منازلهم كما اعدمت اغلب قادتها ومنهم الشيخ عبد الكريم الاسماعيلي امام جمعة ناحية الدواية والشيخ عدنان الناصري وعقيل الحصونة وعباس زاجي 

#### المثنى
في محافظة المثنى جنوب العراق هاجم نحو 12 مسلح من انصار الصدر مقار حزب البعث واجهزته ليلة 17 مارس وتمكنوا من قتل واصابة عدد من أعضاء الحزب  وكانت المجموعة قد انطلقت من مدينة الرميثة بقيادة المقاتل كاظم عبد السادة الحساني وهو أحد عناصر القوات الخاصة العراقية المنشقين  وقد تمكنت المجموعة من الانسحاب بسلام والعودة إلى مناطق سكناهم في قرى الرميثة، في وقت لاحق ضربت القوات الحكومية حصاراً لتطويق القرى التي انطلق منها المسلحين استمر حتى تاريخ 4 تموز حين هاجمت القرى قوة عسكرية كبيرة يقودها علي حسن المجيد ودارت معركة طاحنة استمرت لمدة يوم كامل واسفرت عن مقتل نحو 100 فرداً من القوات الأمنية بينهم مدير امن السماوة ومدير امن الرميثة ومدير منظومة مخابرات الجنوب  في يوم 5 تموز اندفعت القوات العسكرية بشكل جنوني لتقوم بتجريف نحو 450 من دور وبساتين عشيرة ال بو حسان واعتقال مايقارب 100 شخص منهم  

### احداث جامع الحكمة
بعد مقتل الصدر واحداث جامع المحسن في مدينة الصدر تم نقل صلاة الجمعة التي تقام في المدينة إلى جامع الحكمة وبامامة الشيخ علي الكعبي أحد وكلاء الصدر وطلبته والذي بدأ بتصعيد خطاب ثوري ودعا في الجمعة الأولى التي اعقبت مقتل الصدر إلى الثار لدمائه وكان يقود خلايا داخل المدينة قامت بتنفيذ عمليات اغتيال طالت أعضاء حزب البعث وقياداته كما انه كان أحد أبرز القيادات المسؤولة عن تنظيم احداث ساعة الصفر وماقبلها  ، في بدايات شهر نيسان قامت الحكومة باعتقال الكعبي في مدخل محافظة بغداد بعد عودته من مدينة النجف اثر قيامه بحشد مسيرة كبيرة داخل المدينة رددت شعارات مناوئة للنظام خلال أداء مراسيم الاحتفال بعيد الغدير  وعلى الاثر بدأ انصار الصدر بالاستنفار واعداد العدة لمواجهة أخرى مع النظام ففي يوم 16 نيسان 1999 تجمع عشرات الالاف من انصار الصدر متوجهين نحو جامع الحكمة لاداء صلاة الجمعة رغم الاستنفار الامني الكبير لقوات النظام لتقوم تلك القوات بفتح النار بشكل مباشر نحوهم ما ادى إلى مقتل واصابة العشرات منهم ودارت مواجهة عنيفة بين انصار الصدر وقوات الأمن لاكثر من ساعتين في شوارع المدينة انتهت بفرض طوق امني وعسكري شامل حول مدينة الصدر وسيطرة قوات الأمن على جميع انحائها وملاحقة واعتقال المئات  

## بعد الانتفاضة
اعلنت الحكومة العراقية في 15 مايو 1999 اعترافها بوجود اضطرابات مناهضة لها في جنوب العراق والبصرة خصوصاً فيما نفت الحكومة قيامها بقتل المتظاهرين على نطاق واسع ولوحت بان من قام بهذه الانتفاضة كان بعض المتسللين من إيران أحد الدول المعارضة لنظام صدام انذاك. ونفذت الحكومة العراقية حملة واسعة النطاق على المعارضين لها واعلنت عن إعدام أكثر من 500 معتقل في البصرة 

## الحكم
بعد الغزو الأمريكي للعراق في 2003 والإطاحة بحكومة البعث قامت المحكمة الجنائية العراقية العليا بمحاكمة 14 متهماً بقمع الانتفاضة في 1999 في نهاية المطاف فانه تم الحكم بالإعدام على عدد من المتورطين ومنهم علي حسن المجيد وحسن صالح ومحد هزاع وعدد من كبار البعثيين السابقين فيما تلقى سبعة اخرين احكام تتراوح بالسجن بين ست سنوات إلى السجن مدى الحياة لدورهم في القمع 

## اقرأ ايضاً
- الانتفاضة الشعبانية
- احداث جامع المحسن